# Touyre
Le Touyre (prononcé localement /tujʁ/ ou /tujʁə/) est une rivière du Sud de la France, qui coule dans le département de l'Ariège, en région Occitanie. C'est un affluent de l'Hers-Vif en rive gauche, donc un sous-affluent de la Garonne par l'Ariège.
Né dans le massif de Tabe, en Ariège, il a facilité, par l'usage de la force hydraulique, l'industrialisation de la vallée textile entre Montferrier et Léran.

## Géographie

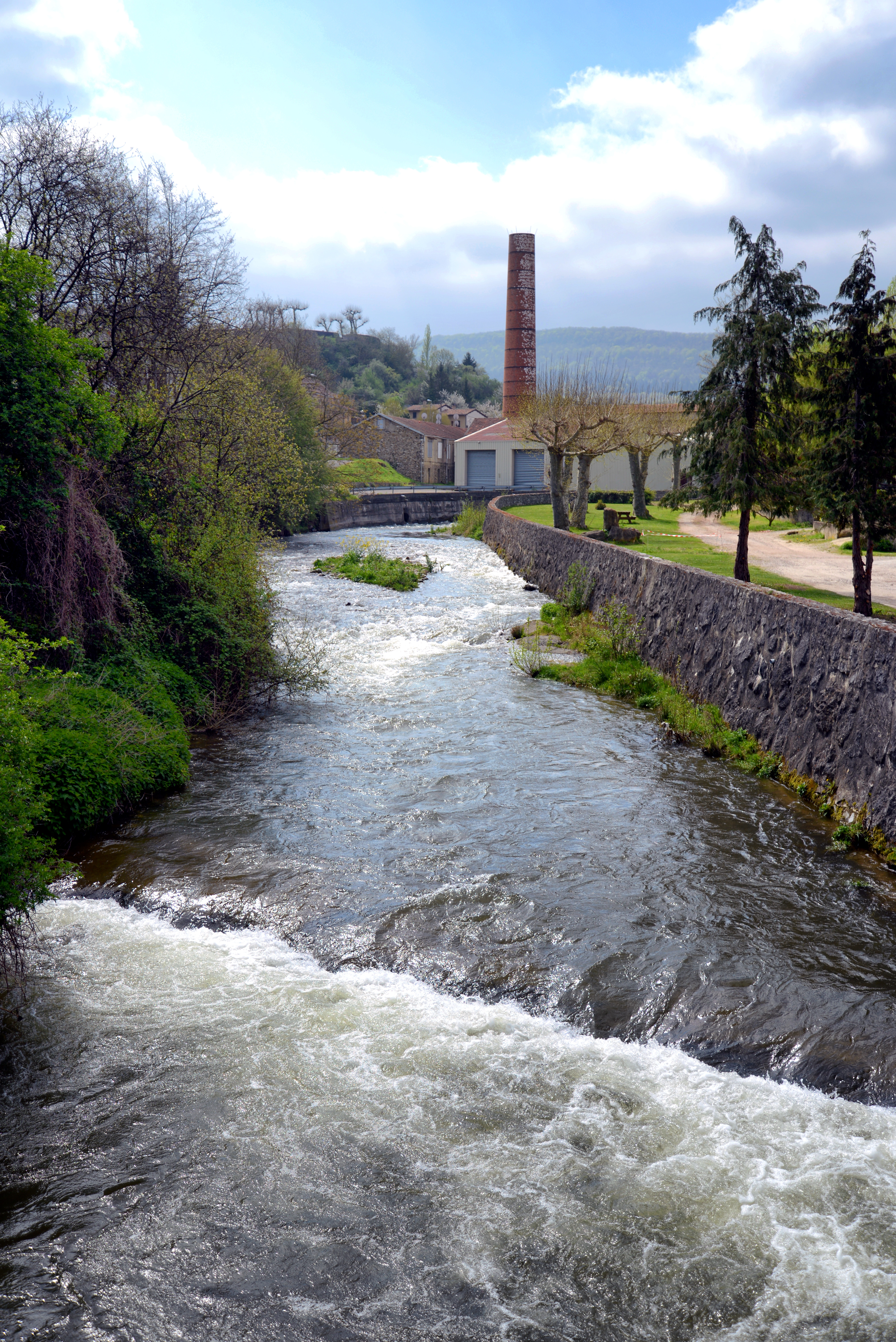
La rivière le Touyre en amont de la passerelle de la chapelle Notre-Dame à Laroque-d'Olmes.

De 39,2 km de longueur, le Touyre affluent de l'Hers-Vif, nait à 1 910 mètres d'altitude, dans le massif de Tabe (Pyrénées ariégeoises), à 100 mètres au nord du col de Girabal.
Le Touyre passe successivement les villages et villes de Montferrier, Villeneuve-d'Olmes, Lavelanet, Dreuilhe, Laroque-d'Olmes, Régat, Léran, Saint-Quentin-la-Tour, tous situés en Ariège, et coule globalement du sud-ouest vers le nord-est. 
Il se jette dans l'Hers-vif, à 325 mètres d'altitude, rive gauche au sud-est du château de Sibra, sur la commune de Lagarde.

### Communes et cantons traversés
Dans le seul département de l'Ariège (09), le Touyre traverse les dix communes suivantes de l'amont vers l'aval, de Montferrier (source), Villeneuve-d'Olmes, Lavelanet, Dreuilhe, Laroque-d'Olmes, Régat, Léran, Belloc, Saint-Quentin-la-Tour, Lagarde (confluence).
Soit en termes de cantons, le Touyre prend source dans le canton du pays d'Olmes, conflue dans le canton de Mirepoix, le tout dans l'arrondissement de Pamiers.

### Bassin versant
Le Touyre traverse les trois zones hydrographiques O147, O148, O149 pour une superficie totale de 111 km2. Ce bassin versant est constitué à 62,02 % de « forêts et milieux semi-naturels », à 32,22 % de « territoires agricoles », à 5,58 % de « territoires artificialisés ». Le SMAHA calcule 115 km2.

### Organisme gestionnaire
L'organisme gestionnaire est le SBGH ou Syndicat du Bassin du Grand-Hers (avant 2017 SMAHA ou Syndicat Mixte d'Aménagement de l'Hers et Affluents), créé le 21 mai 1990, et sis à Mirepoix.

## Affluents

### Principaux affluents
- Ruisseau de Font Rioux (6,1 km)
- Ruisseau de Planquat (3,2 km)
- Ruisseau de l'Encantat (4,2 km)
- Ruisseau de Sénauriè (3,5 km)
- Ruisseau de Prat-Saint-Martin (3,4 km)

### Affluents
Le Touyre a trente-deux tronçons affluents référencés dont :
- le ruisseau de la Pradeille (rg[note 1]),
- Ruisseau de Prat-Saint-Martin (3,4 km) (rg)
- le mec de Teychou (rg),
- le ruisseau de Las Mouilleros (rg)
- le ruisseau de Sénaurié (rd), 3,5 km
- un Bras du Touyre
- le ruisseau de l'Encantat (rd), 4,2 km
- le ruisseau de Freychinadel (rd),
- un bras du Touyre,
- un bras du Touyre,
- le ruisseau de Pelail, de rang de Strahler trois
- le ruisseau de Raissac,
- le ruisseau de Piteil (rd),
- le ruisseau de Réviroles (rg),
- le ruisseau de Concu Ruch (rd),
- le ruisseau d'Esclagne (rg),
- le ruisseau de Feyche Longue (rg),
- un bras du Touyre,
- le Fossé de Mate Redoune (rd),
- la Poumarède,
- le ruisseau de Font Rioux (rd), 6,1 km de rang de Strahler trois,
- un bras du Touyre,

### Rang de Strahler
Donc le rang de Strahler est de quatre.

## Hydrologie
Véritable torrent de montagne aux eaux rapides jusqu'à Lavelanet, il s'assagit ensuite jusqu'à son confluent en arrivant dans le piémont pyrénéen. Son origine montagnarde confère au Touyre un régime nivo-pluvial (maximum de débit en avril-mai, à la fonte des neiges).
Les débits moyens (modules) et la surface du bassin versant (BV) sont les suivants, de l'amont vers l'aval:
- Montferrier: module = 1,43 m3/s ; BV = 29,2 km2
- Lavelanet: module = 1,85 m3/s ; BV = 59 km2
- Léran (quelques kilomètres avant le confluent): module = 2,0 m3/s ; BV = 90 km2

### Le Touyre à Léran
Sur cette dernière station de Léran, localité du département de l'Ariège située à environ 10 km de son confluent avec le Hers-Vif, le débit du Touyre a été observé durant une période de 31 ans (1978-2008), à Léran. La surface du bassin contrôlé par cette station est de 90,3 km2, soit environ 82 % du bassin versant total de la rivière, 111 km2.
Le module de la rivière à Léran est de 1,98 m3/s.
Le Touyre présente des fluctuations saisonnières de débit importantes. Son régime est nivo-pluvial, c'est-à-dire que l'influence prédominante est celle de la fonte et de la rétention nivales, avec une composante pluviale assez importante. 
Les hautes eaux se déroulent ainsi de décembre à mai inclus. Dans un premier temps, de décembre à février inclus, ce sont les précipitations liquides à moyenne et basse altitude qui contribuent à l'écoulement, la rétention nivale atténuant fortement le ruissellement sur les parties hautes du bassin (massif de Tabe). Les débits sont alors abondants mais à peine plus élevés que le module, variant entre 2,22 m3/s en décembre et un plateau autour de 2,40 m3/s en janvier et février. En mars, surtout dans la deuxième quinzaine du mois, la fonte des neiges s'amorce et se rajoute aux débits encore abondants d'origine pluviale pour provoquer une hausse du débit (2,81 m3/s) menant à un maximum de débit marqué en avril et mai (3,53 m3/s et 3,67 m3/s respectivement pour ces 2 mois.) En juin, le débit baisse fortement, jusqu'aux basses eaux (étiage) d'été-début d'automne, qui ont lieu de juillet à octobre inclus, entraînant une  baisse du débit mensuel moyen jusqu'à 0,647 m3/s au mois d'août, ce qui reste fort consistant. Mais les fluctuations peuvent être bien plus importantes sur de courtes périodes ou selon les années.

### Étiage ou basses eaux
Aux étiages, le VCN3 peut chuter jusqu'à 0,170 m3/s, en moyenne une fois tous les 5 ans (« quinquennale sèche »), ce qui n'est pas encore très sévère.

### Crues
D'autre part, les crues peuvent être très importantes, comme c'est le cas de bien des cours d'eau de montagne, l'eau ayant tendance à dévaler rapidement. Les QIX 2 et QIX 5 valent respectivement 43 et 67 m3/s. Le QIX 10 est de 83 m3/s, le QIX 20 de 98 m3/s, tandis que le QIX 50 se monte à 120 m3/s.
Le débit instantané maximal enregistré à Léran a été de 100 m3/s le 24 janvier 2004, tandis que la valeur journalière maximale était de 55,1 m3/s le même jour. Si l'on compare la première de ces valeurs à l'échelle des QIX de la rivière, l'on constate que cette crue, causée comme classiquement sur le Touyre par de fortes pluies et un redoux ayant entrainé une fonte de neige importante, était de l'ordre de la vicennale, et donc nullement exceptionnelle, car destinée à se répéter en moyenne tous les 20 ans environ.

### Lame d'eau et débit spécifique
Le Touyre est une rivière d'origine montagnarde et donc assez abondante. La lame d'eau écoulée dans son bassin versant est de 694 millimètres annuellement, ce qui est assez élevé et comparable à ce qu'écoule l'Hers-Vif à sa sortie des Pyrénées mais en revanche plus de 2 fois supérieur à la moyenne d'ensemble de la France tous bassins confondus, supérieur aussi à la moyenne du bassin de l'Hers-vif (361 millimètres par an à Mazères) et à celle du bassin de la Garonne (384 millimètres par an au Mas-d'Agenais). Le débit spécifique (ou Qsp) atteint de ce fait le chiffre respectable de 21,9 litres par seconde et par kilomètre carré de bassin.

## Aménagements et écologie

### Environnement
Le Touyre a été gravement pollué à partir de la fin des années 1950 par les rejets de teinture des industries textiles du bassin de Lavelanet, au point que toute vie aquatique (ou presque) avait disparu de Montferrier jusqu'au confluent avec l'Hers et que ce dernier était lui aussi gravement atteint par la pollution jusqu'à Moulin-Neuf soit environ 10 km en aval. Aujourd'hui, le Touyre a retrouvé ses eaux claires et ses truites depuis les gros travaux de dépollution et de collecte des effluents engagés en 1998 et terminés en 1999, et ce même si une pollution d'origine accidentelle survenue en juin 2001 a failli compromettre les efforts entrepris.
Aussi, chaque année, un nettoyage de la rivière est organisé par le syndicat des 4 rivières : "Festi'Touyre", commune après commune. En 2008, la Commune de Belloc était ciblée par une campagne de nettoyage et ce sont plus de 1,5 tonne de déchets qui ont été retirés de la rivière. Petit à petit, la rivière retrouve ainsi une qualité des eaux supérieure et des abords propres.